# Parafia Matki Boskiej Różańcowej w Zabrzu-Grzybowicach
Parafia Matki Boskiej Różańcowej w Zabrzu-Grzybowicach – parafia metropolii katowickiej, diecezji gliwickiej, dekanatu Zabrze-Mikulczyce Kościoła katolickiego obrządku łacińskiego. Powstała w 1945 roku. Proboszczem parafii od 14 lutego 2022 jest ks. Jacek Liwowski.